# Мобилне апликације
Мобилне апликације су апликацијски софтвери који су направљени да раде на паметним телефонима (енгл. smartphones), таблет рачунарима и другим мобилним уређајима. Многе мобилне апликације већ долазе инсталиране на самим уређајима, а могу се преузети и/или актуализовати код дистрибутивних платформи од њихових произвођача, као што су: App Store, Блекбери App World и друге, бесплатно или уз наплаћивање.
Првобитно су се користиле за брзу проверу електронске поште, али је њихова велика потражња довела до експанзије и у другим областима као што су игре за мобилне телефоне и ГПС , разговори, гледање видео садржаја и претрага интернета.
Тржиште мобилних апликација данас је веома развијено и налази се у сталном порасту.

## Подела по алаткама за развој мобилних апликација
Нативне мобилне апликације су апликације израђене помоћу СДК и програмског језика одређене мобилне платформе. Главна карактеристика нативног развоја апликација је да је такву углавном тешко или готово немогуће пребацити на другу платформу, без потребе да се комплетан постојећи програмски код напише испочетка. Највећа предност нативних апликација је што су израђене по мери за подразумевану платформу, дакле дају најбољи резултат који је могуће остварити на тој платформи. Недостатак овог приступа је висок трошак развоја и одржавања неколико различитих верзија апликације.
Веб апликације управо су настале као потреба да се смање трошкови и обезбеди транспарентност у односу на платформу, односно њен оперативни систем . У задње време све више фирми користи веб мобилне апликације, као алтернативу нативним апликацијама. Једном израђена мобилна веб апликација, лако покрива више платформи за мањи трошак, на тај начин брже стиже до тржишта и шири се по њему. Главна мана ових апликација је што се на одређеним платформама могу појавити специфични проблеми, који чине да на њима апликација спорије и лошије функционише.
Хибридне мобилне апликације су трећа могућност и представљају заобилазно решење за веб апликације. Реч је о нативној апликацији направљеној за одређену платформу, која у компонентама за излазак на веб извршава неку веб апликацију.

## Категорије мобилних апликација
Намена мобилних апликација може бити врло различита, па се на тај начин деле на апликације за:
- Комуникације: електронска пошта, тренутне поруке, веб и интернет прегледачи, вести или информације и социјалне мреже
- Игрице: слагалице/стратегије, карте/касино, акција/авантура, спортови
- Информације: речници, читачи вести и блогова, електронске књиге, здравствени и медицински савети
- Мултимедије: преглед и обрада слика, графика, презентација, аудио и видео датотека
- Продуктивност: календари, дигитрони, дневници, текст процесори, банкарство, финансије, обрада табела итд.
- Туризам: туристички водичи, конвертори валута, преводиоци, мапе, ГПС, временска прогноза итд.
- Корисне апликације: адресари, управљање телефонским позивима, датотекама, екран заштитници итд.

Неке мобилне апликације укључују и комбинације више категорија.

## Тржиште мобилних апликација
На пољу мобилних апликација увелико траје велики „светски рат“, а како време одмиче можемо очекивати још већу и жешћу борбу. За сада постоје два велика противничка табора и пар мањих који стрпљиво чекају своју шансу. Ипак, најјачи у овој игри, Андроид и Епл, делују толико доминантно, да је питање да ли ће и кад ће неко моћи озбиљније да их уздрма.

### App Store
Еплов App Store је креиран 10. јула 2008. године, а јануара 2011. године пријављено је да је ову апликацију преузело преко 10 милиона корисника.

### 
Апликације за Блекбери телефоне доступне су преко Блекберијеве App World платформе. Ова платформа направљена је априла 2009. године, а у фебруару 2011. године имали су највећи приход остварен преузимањем апликација .